# Messerschmitt-Stiftung
Messerschmitt-Stiftung est une fondation créée en 1969 par le célèbre constructeur d'avions Willy Messerschmitt, fondateur de la société Messerschmitt AG.
Ses plans de construction d'un avion de type ADAV (voir EWR VJ 101) ayant été rejetés par le directoire de la société responsable (EWR, MBB), Willy Messerschmitt révisait alors le but de la fondation qui se trouva désormais chargée de la protection du patrimoine artistique et culturel de l'Allemagne. Les objets architecturaux sélectionnés étaient des églises et des châteaux pour lesquels l'État ne pouvait allouer de budget. On citera à titre d'exemple la rénovation (pour 6 millions d'euros) du château Belvedere situé sur la colline Klausberg à Potsdam après la réunification. 
Le château de Meseberg fut acquis en 1995 (16 millions d'euros de frais de rénovation). Entre-temps, la fondation soutient aussi des objets en Autriche, en Pologne, en Tchéquie et en Hongrie. 
Les parts de la fondation furent vendues en 1990 à la Messerschmitt-Bölkow-Blohm devenue aujourd'hui une partie d'EADS.
La fondation possède également un Potez Air Fouga CM 170 et un Messerschmitt Bf 108 Taifun.